# 761st Tank Battalion
Das 761st Tank Battalion war ein Panzerbataillon der United States Army, das im Zweiten Weltkrieg als ausgegliederte Einheit im Einsatz war. Es bestand hauptsächlich aus afroamerikanischen Soldaten, denen es nach den Vorschriften des Kriegsministeriums der Vereinigten Staaten nicht gestattet war, neben weißen Soldaten zu dienen. Das US-Militär hatte die Rassentrennung erst nach dem Zweiten Weltkrieg mit der Executive Order 9981 offiziell aufgehoben. Das 761. war nach der Insigne der Einheit, die den Kopf eines schwarzen Panthers zeigt, unter dem Spitznamen Black Panthers bekannt.
Mehr als 30 Jahre nach seinem Einsatz erhielt das Bataillon von US-Präsident Jimmy Carter die Presidential Unit Citation. Darüber hinaus bekamen zahlreiche Soldaten des 761. Auszeichnungen, darunter eine Medal of Honor, elf Silver Stars, 69 Bronze Stars und 296 Purple Hearts. Die Einheit galt als „eines der effektivsten Panzerbataillone im Zweiten Weltkrieg“.

## Aufstellung und Vorbereitung auf den Einsatz
Unmittelbar vor und während des Zweiten Weltkriegs hatten US-Militärführer Bedenken, afroamerikanische Soldaten im Kampf einzusetzen. General Lesley J. McNair, der Kommandant der Army Ground Forces (Teil der US Army), plädierte dagegen mit Erfolg dafür, dass Schwarze im Kampf eingesetzt werden sollten. Auf McNairs Vorschlag hin begann die US Army im Jahr 1941 mit isolierten Kampfeinheiten zu experimentieren; das Programm wurde vom Life-Magazin medial unterstützt und erhielt nationale Bekanntheit.
Das 761. wurde am 15. März 1942 konstituiert und am 1. April 1942 in Camp Claiborne, Louisiana aktiviert. Das Bataillon begann mit der Ausbildung in Panzern des Typs M3 Stuart. Die Soldaten lernten außerdem, wie man das 37-mm-Geschütz M3 und die Kaliber .30-Maschinengewehre des Fahrzeugs bedient, an- und abmontiert und wartet. Die letzte Ausbildung vor der Inmarschsetzung fand in Fort Hood, Texas, statt, wo die Black Panthers wiederum mit stärker gepanzerten M4 Sherman ausgerüstet wurden.
Die meisten der Panzerbesatzungen der Black Panthers mussten in Anlagen in Südstaaten wie Kentucky, Louisiana und Texas trainieren, wo Rassismus in den Vereinigten Staaten stärker verwurzelt ist als in anderen Bundesstaaten. So kam es während der Vorbereitungszeit zu blutigen Auseinandersetzungen mit Weißen benachbarter Panzerbataillone und weißen Militärpolizisten in Alexandria im Januar 1942. Mehrere Mitglieder des 761. gelobten Vergeltung: Sie nahmen sich sechs Panzer und ein Halbkettenfahrzeug der benachbarten Panzertruppe, aber ihr Kommandeur Paul Levern Bates konnte sie davon überzeugen, sie zurückzugeben.
Das berühmteste Mitglied des 761. war First Lieutenant Jackie Robinson. Während der Vorbereitung des 761. auf den Einsatz kam es zur Verhaftung von Robinson, weil sich dieser gegenüber einem Busfahrer weigerte, sich in eine der hinteren Reihen zu setzen. Der Bataillonskommandeur Bates lehnte es ab, die von den Militärpolizisten erhobenen Insubordinationsanklagen gegen Robinson vor dem Kriegsgericht zu prüfen. Die Personalabteilung versetzte Robinson daraufhin in das 758th Tank Battalion, dessen Kommandeur dazu bereit war.
Die Black Panthers wurden nach einer zweijährigen Vorbereitungszeit in den Krieg nach Europa entsandt. Sie bekamen damit, rassistisch motiviert, eine wesentlich längere Vorbereitungszeit als weiße US-Soldaten.

## Entsendung und Einsatz

### Zusammenfassung
General Ben Lear, Kommandeur der Second United States Army, stufte die Einheit nach einer Sonderprüfung als „überlegen“ ein und erachtete die Einheit als „kampfbereit“. Nach einem kurzen Aufenthalt in England landete das 761. am 10. Oktober 1944 am Omaha Beach in Frankreich. Die Einheit traf ein (mit sechs weißen Offizieren, dreißig schwarzen Offizieren und 676 schwarzen Mannschaftsdienstgraden) und wurde auf Bitten von General Patton der ihm unterstehenden Third Army an die 26th Infantry Division angehängt. Die Einheit war ab Oktober 1944 in Nordfrankreich und Belgien in der Ardennenoffensive im Einsatz, rückte danach über die Niederlande in das Rheinland vor und von dort in den österreichischen Teil des Deutschen Reiches, wo das Bataillon die letzten Kriegstage verbrachte und zur Befreiung eines Konzentrationslagers beitrug.

### Kampfeinsätze

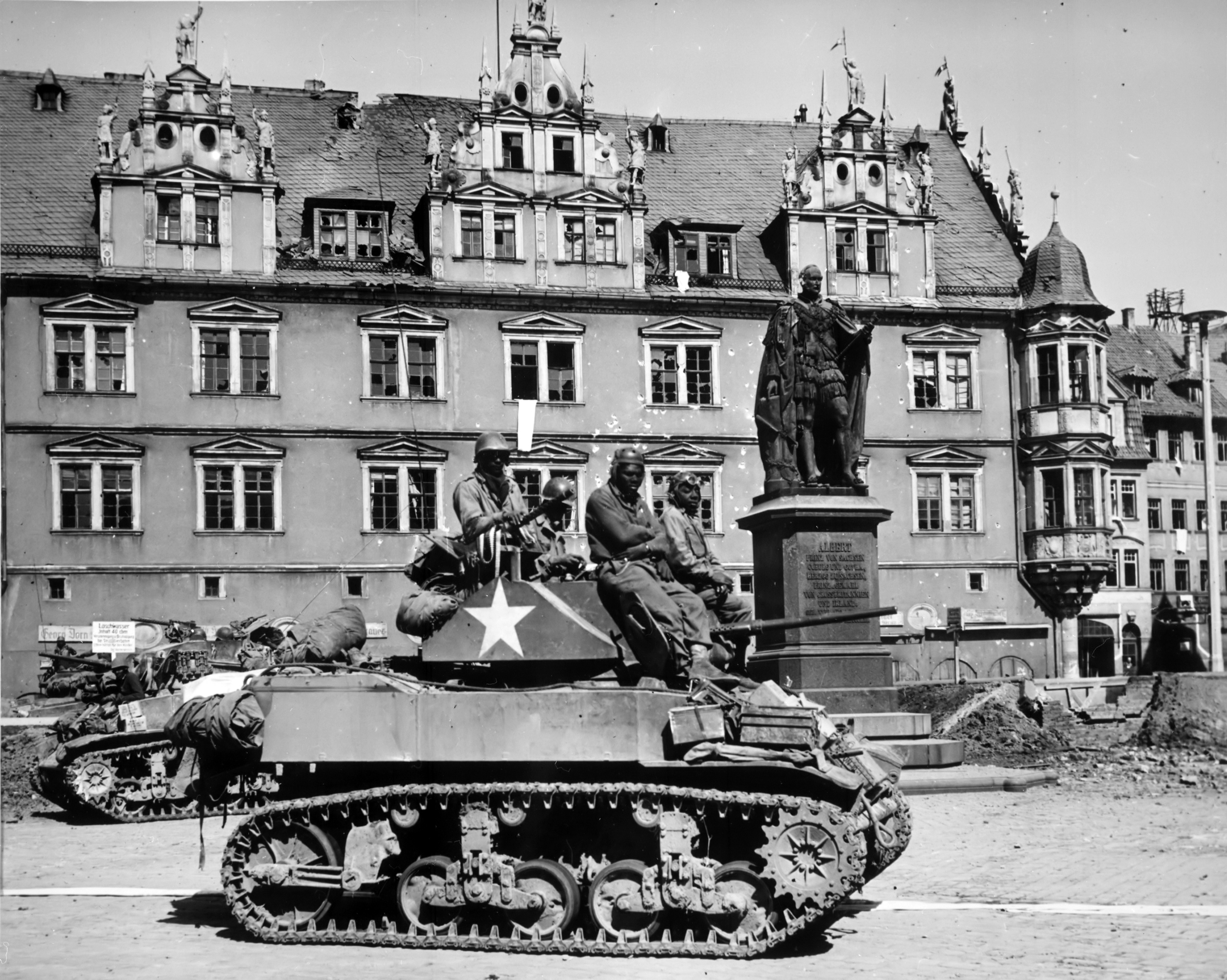
Panzergrenadiere der D-Kompanie der Black Panthers warten im April 1945 in Coburg auf den nächsten Befehl.

Das Bataillon befand sich erstmals am 7. November 1944 im Gefecht, als es sich unter anderem durch die Orte Moyenvic, Vic-sur-Seille kämpfte. Es befand sich somit während der Ardennenoffensive an vorderster Front der alliierten Gegenoffensive. Die Kämpfe in der Gemeinde Morville-lès-Vic waren für die Panthers besonders aufreibend. So hatten die Black Panthers im November 1944 insgesamt 156 Tote und Verletzte zu beklagen (davon 24 Verluste in Kampfhandlungen, 81 Panthers verwundet und 44 Verluste außerhalb von Gefechten). Die Einheit verlor 14 Panzer während der Ardennenoffensive, 20 weitere wurden durch Kampfhandlungen beschädigt. Im Dezember 1944 kamen die Black Panthers, die zu jenem Zeitpunkt nur noch über 11 Panzer verfügten, der 101. Luftlandedivision bei der Stadt Bastogne zu Hilfe. Um die Deutschen aus der Nähe von Bastogne zu vertreiben, kämpften die Panthers Anfang Januar 1945 um die belgische Gemeinde Tillet, die 15 km westlich der Stadt liegt. Ihnen gelang es trotz der wenigen Panzer, die Kontrolle über die Stadt, die zuvor von der Panzerbrigade 113 gehalten worden war, zu übernehmen. Bei den zwei Tage andauernden Kämpfen verlor das Bataillon selbst neun weitere Panzer.
Während der Ardennenoffensive überfielen deutsche Soldaten im Rahmen des Unternehmens Greif US-amerikanische Lagerhäuser und verkleideten sich als GIs, um US-amerikanische Soldaten zu überfallen. Patton löste dieses Problem, indem er dem 761. befahl, bestimmte Kontrollpunkte zu bewachen. Er gab gleichzeitig den Schießbefehl in Fällen, in denen weiße Soldaten an den Kontrollpunkten verdächtig handelten.
Nach der gewonnenen Ardennenoffensive wirkten die Black Panthers bei der Befreiung mehrerer niederländischer Dörfer (darunter Jabeek) mit. Sie kooperierten dabei mit der 79th Infantry Division. Anfang März 1945 betraten die Black Panthers kurz deutschen Boden, ehe sie per Zug weiter nach Süden verlegt wurden. Noch im selben Monat verhalfen sie der 4. US-Panzerdivision zum Durchbruch durch den Westwall. Um den 20. März waren sie in Gefechte um das schwer umkämpfte Niederschlettenbach verwickelt. Bis zum 23. März hatten die Black Panthers hunderte von feindlichen Fahrzeugen und schweren Waffen zerstört, 4000 feindliche Soldaten getötet und fast ebenso viele deutsche Soldaten gefangen genommen.
Das 761. fuhr schließlich Richtung Österreich und erreichte jenen Teil des Deutschen Reiches in den letzten Kriegstagen als eine der ersten US-amerikanischen Einheiten. In Steyr trafen die Black Panthers auf die 1. Ukrainische Front der Roten Armee. Am 4. Mai 1945 befreite das 761. zusammen mit der 71st Infantry Division das Konzentrationslager Gunskirchen.

## Nach dem Ende des Zweiten Weltkriegs
Mehr als ein Jahr später, nach dem Ende des Krieges, wurde das 761. noch auf deutschem Boden deaktiviert.
Am 24. November 1947 wurde das 761. (als integrierte Einheit) in Fort Knox, Kentucky, reaktiviert und der regulären Armee zugeteilt, wo sie bis zu ihrer Außerdienststellung am 15. März 1955 stationiert war.

## Auszeichnungen

### Auszeichnung durch US-Präsident Jimmy Carter
Nachdem die jahrzehntelangen rassistischen Spannungen in den Vereinigten Staaten etwas nachgelassen hatten, wurde dem Black-Panther Bataillon am 24. Januar 1978 von US-Präsidenten Jimmy Carter die Presidential Unit Citation für ihren Dienst im Zweiten Weltkrieg verliehen. Die Auszeichnung des 761. Panzerbataillons wurde am 10. April 1978 von der Abteilung des Heeres unter dem Generalbefehl Nr. 5 offiziell erteilt.

### Auszeichnung von Ruben Rivers mit der Medal of Honor
Im Jahr 1997 wurde Staff Sergeant Ruben Rivers posthum die Medal of Honor verliehen. Offizielle Erklärung:

“For conspicuous gallantry and intrepidity at the risk of his life above and beyond the call of duty: Staff Sergeant Rivers distinguished himself by extraordinary heroism in action during 16-19 November 1944, while serving with Company A, 761st Tank Battalion. On 16 November 1944, while advancing toward the town of Guebling, France, Staff Sergeant Rivers' tank hit a mine at a railroad crossing. Although severely wounded, his leg slashed to the bone, Staff Sergeant Rivers declined an injection of morphine, refused to be evacuated, took command of another tank, and advanced with his company into Guebling the next day. Repeatedly refusing evacuation, Staff Sergeant Rivers continued to direct his tank's fire at enemy positions beyond the town through the morning of 19 November 1944. At dawn that day, Company As' tanks advanced toward Bourgaltoff, their next objective, but were stopped by enemy fire. Captain David J. Williams, the Company Commander, ordered his tanks to withdraw and take cover. Staff Sergeant Rivers, however, radioed that he had spotted the German antitank positions: "I see 'em. We'll Fight'em!" Staff Sergeant Rivers, joined by another Company A tank, opened fire on enemy tanks, covering Company A as they withdrew. While doing so, Staff Sergeant Rivers' tank was hit, killing him and wounding the rest of the crew. Staff Sergeant Rivers' fighting spirit and daring leadership were an inspiration to his unit and exemplify the highest traditions of military service.”

„Für auffällige Tapferkeit und Unerschrockenheit unter Lebensgefahr über die Pflicht hinaus: Staff Sergeant Rivers zeichnete sich vom 16. bis 19. November 1944 durch außergewöhnlichen Heldenmut im Einsatz aus, als er bei Kompanie A, 761. Panzerbataillon diente. Am 16. November 1944 traf der Panzer von Staff Sergeant Rivers auf dem Weg zur Stadt Guebling in Frankreich an einem Bahnübergang eine Mine. Obwohl schwer verwundet, sein Bein bis auf die Knochen aufgeschlitzt, lehnte Staff Sergeant Rivers eine Morphininjektion ab, weigerte sich, evakuiert zu werden, übernahm das Kommando über einen anderen Panzer und rückte am nächsten Tag mit seiner Kompanie nach Guebling vor. Staff Sergeant Rivers lehnte wiederholt die Evakuierung ab und richtete das Feuer seines Panzers bis zum Morgen des 19. November 1944 weiter auf feindliche Stellungen außerhalb der Stadt. Im Morgengrauen dieses Tages rückten die Panzer der Kompanie A in Richtung Bourgaloff vor, ihrem nächsten Ziel, wurden jedoch durch feindliches Feuer gestoppt . Kapitän David J. Williams, der Kompaniechef, befahl seinen Panzern, sich zurückzuziehen und in Deckung zu gehen. Staff Sergeant Rivers jedoch funkte, dass er die deutschen Panzerabwehrstellungen entdeckt hatte: "Ich sehe sie. Wir werden sie bekämpfen!" Staff Sergeant Rivers eröffnete zusammen mit einem anderen Panzer der Kompanie A das Feuer auf feindliche Panzer und deckte Kompanie A ab, als sie sich zurückzogen. Dabei wurde der Panzer von Staff Sergeant Rivers getroffen, tötete ihn und verwundete den Rest der Besatzung. Der Kampfgeist und die mutige Führung von Staff Sergeant Rivers waren eine Inspiration für seine Einheit und veranschaulichen die höchsten Traditionen des Militärdienstes.“

### Baddest Man in the 761st
1923 geboren, wurde Panzerkommandant Sergeant Warren G. H. Crecy für seinen Kampfeinsatz unter widrigsten Bedingungen am 10. November 1944 von seinen Kameraden für die Medal of Honor vorgeschlagen und von ihnen zum Baddest Man in the 761st (verrücktesten Kerl im 761.) gekürt. Statt der Medal of Honor erhielt er eine Beförderung zum Second Lieutenant. Nach dem Krieg blieb er beim Militär, beendete aber seine Karriere 1965, aus Gesundheitsgründen, im Range eines Major. Er starb 1976.

## Denkmal
Ein dem 761. Panzerbataillon gewidmetes Denkmal wurde in Fort Hood, Texas am 10. November 2005 im Rahmen einer Zeremonie, an der überlebende Veteranen teilnahmen, enthüllt. Das Denkmal besteht aus einer lebensgroßen Marmorskulptur eines nicht benannten Soldaten des 761. Das Denkmal befindet sich am 761st Tank Battalion Drive.

## Mit denBlack Pantherskooperierende Verbände
- Third Army:
  - 4th Armored Division
  - 1st, 26th, 71st und 87th Infantry Division
  - 17th Airborne Division
  - 17th Armored Group
- Seventh Army:
  - 1st und 103rd Infantry Division
- Ninth Army:
  - 79th und 95th Infantry Division
  - XVI Corps

## Kommandeure derBlack Panthers
| (1. April 1942 – 1. Juni 1946) | (1. April 1942 – 1. Juni 1946)      |
| ------------------------------ | ----------------------------------- |
| Lt Col Edward E. Cruise        | 1. April 1942 – 21. November 1942   |
| Maj John R. Wright Jr.         | 22. November 1942 – 3. Juli 1943    |
| Lt Col Paul L. Bates           | 4. Juli 1943 – 8. November 1944     |
| Lt Col Hollis E. Hunt          | 9. November 1944 – 23. Februar 1945 |
| Lt Col Paul L. Bates           | 24. Februar 1945 – 1. Juni 1946     |

## Rezeption
In dem im Jahr 2004 erschienenem Videospiel Call of Duty: Finest Hour ist eine Mission der Schlacht um die belgische Stadt Tillet gewidmet. Dabei übernimmt der Spieler die Rolle eines Black Panthers-Soldaten.
Im Jahr 2007 wurde eine, von Pete Chatmon und Andre Braugher als Regisseure geführte und von dem Historiker Wayne Robinson produzierte, Filmdokumentation mit dem Titel 761st über die Black Panthers veröffentlicht. Darin kommen unter anderem 11 Soldaten der Black Panthers zu Wort.
In mehreren Episoden der von The History im Jahr 2009 ausgestrahlten Dokumentation Patton 360 schildert der Black Panthers-Veteran William McBurney seine Eindrücke und Erfahrungen mit dem Bataillon in der Lorraine Campaign (einer der von September bis Dezember 1944 geführten Schlachten um Elsass-Lothringen), in der Ardennenoffensive und bei der Eroberung des Deutschen Reiches.
Im 2017 erschienenen Film Mudbound ist der Protagonist ein Veteran des 761. Panzerbataillons.